# Бочаніха
Бочаніха (рос. Бочаниха) — село у Баганському районі Новосибірської області Російської Федерації.
Входить до складу муніципального утворення Баганська сільрада. Населення становить 164 особи (2010).

## Історія
Згідно із законом від 2 червня 2004 року органом місцевого самоврядування є Баганська сільрада.

## Населення
| 2002 | 2007 | 2010 |
| ---- | ---- | ---- |
| 205  | ↘198 | ↘164 |